# إدغام

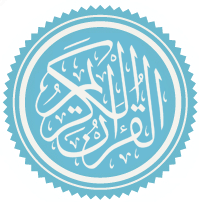

الإدِّغام في اللغة هو مصدر الفعل «ادَّغَم»، وادَّغَم الشيءَ في الشيء: أدخله فيه، الإدخال. والإدْغام في النحو العربي هو إدخال حرف ساكن بحرف آخر مثله متحرِّك، من غير أن تفصل بينهما بحركة أو وقف. وقد دعا العرب إليه التقاء المتجانسين على ألسنتهم فعمدوا إليه طلبًا للخفة. وسبب الإدغام أن العربية ترفض توالي الأمثال، كتابة لا نطقًا. فالشّدة دليل على الإدغام، والشدة تدل على حرفين مدغمين، أولهما ساكن، والثاني متحرك. وللإدغام ثلاثة أنواع: واجب، وجائز، وممتنع. وهناك اهتمام بالإدغام في علم القراءات خاصة.
لا يقتصر الإدغام على المتماثلين بل يتعداهما إلى المتقاربين في الكلمة الواحدة أو الكلمتين. وأهم أنواع إدغام المثلين وهما أن يكونا متحركين أو مختلفين بين الحركة والسكون، ولكلٍ منهما شروط يتحقق بها.

## تعريفه
الإدِّغام في اللغة هو إدخال شيء في شيء آخر، مثل القول «أدغمت الثياب في الوعاء»، وتعني أنك أدخلتها فيه. والإدْغام في اصطلاح علوم اللغة العربية، هو إدخال حرف ساكن بحرف آخر مثله متحرِّك، من غير أن تفصل بينهما بحركة أو وقف، فيصبحان لشدة اتصالهما كحرف واحد، بحيث يرفتع اللسان وينخفض دفعة واحدة، مثل «مدَّ» و«شدَّ»، وأصلهما «شدْدَ» و«مدْدَ».
يكون الإدغام في حرفين دائمًا أولهما ساكن وثانيهما متحرك. وجميع الحروف تدغم ويُدغم فيها، إلا الألف، لأنها ساكنة أبدًا فلا يمكن إدغام ما قبلها فيها، ولا يمكن إدغامها لأن الحرف يدغم في مثله، وليس للألف مثلٌ متحرّكة حتى يصح الإدغام فيها.
يقول الرضي الاستراباذي في شرحه على شافية ابن الحاجب، الإدغام هو «وصل حرف ساكن بحرف مثله متحرك بلا  سكتة عن الأول، بحيث يعتمد بهما على المخرج اعتمادة واحدة قوية.» ويؤكد أن الإدغام ليس الإتيان بحرفين، بل هو الإتيان بحرف واحد، فعنده «الإدغام تغيير الحرف بإيصاله إلى الثاني وجَعلَه معه كحرف واحد.» وقد عدّ ابن جني الأدغام من باب التقريب، فالإدغام عنده «إنما هو تقريب الصوت من الصوت.»

## أقسامه
الإدغام عند علماء اللغة والقراءات قسمان:
صغير أو أصغر: وهو ما كان أوّل المثْلين فيه ساكنًا من الأصل. وهذا النوع يُسمّى الإدراج.
كبير أو أكبر: وهو ما كان الحرفان فيه متحرّكين، فأسكن أولهما بحذف حركته، أو بنقلها إلى ما قبلها. وإنَّما سُمّي كبيرًا لأنَّ فيه عملين، وهما: الإسكان والإدراج، أي: الإدغام. والصغير ليس فيه إلّا إدراج الأول في الثاني.
والإدغام هو:
واجب: فالواجب يكون في الحرفين المِثلَين أو الجنسين اللذين يَسكُن أوَّلُهما. والحرفان الجنسان هما اللذان يقفقان في المخرج ويختلفان في الصَّفات، كالتاء والطاء والدال.
جائز: فهو الذي يقع فيه الخلاف.
والذي تُعنى به كُتبُ اللغة والقراءات عادةً هو الإدغام الجائز.
الإدغام أحد أحكام التجويد هو دمج النون الساكنة أو التنوين بحرف من حروف الإدغام بحيث يصيران حرفا واحدا مشددا، هو حرف الإدغام.

## صور التقاء
إذا اجتمع الحرفان المتماثلان، فإما أن يكونا متحركين، وإما أن يكون أحدهما متحركًا وثانيهما ساكنًا، وإما أن يكون الأول ساكنًا والثاني متحركًا. وحكم الإغام في كل هذه الصور:
أ) إذا تحرَّك الأوَّل وسكِّن الثاني: امتنع الإدغام، لأن حركة الحرف الأول قد فصلت بين المتماثلين، فتعذَّر الاتصال، نحو: «ظنَنْتُ»، و«يكتبُ ابْنك فرضه»، و«مَلِلْتُ السفر».
ب) إذا كان الأول ساكنًا والثاني متحركًا:
وجب الإدغام بالشروط التالية: إلا يكون أول المتماثلين هاء السكت، فإذا كان هاء السكت امتنع الإدغام، كالآيتان التاليتان من سورة الحاقة ﴿مَا أَغْنَى عَنِّي مَالِيَهْ ۝٢٨ هَلَكَ عَنِّي سُلْطَانِيَهْ ۝٢٩﴾ [الحاقة:28–29]
ألّا يكون أول المتماثلين مدَّا في آخر الكلمة، فلا إدغام في نحو:«جاء الطلابُ فاصطَفّوا ودَخلوا صفوفهم.»
ألّا يؤدّي الإدغام إلى لبس وزن بآخر، مثل «قُووِل» مجهول «قاول»، و«حُوول» مجهول «حاول» حيث يمتنع الإدغام فيهما، كي لا يلتبسا بمجهول «قوِّل» و«حوِّل».
ج) إذا كان المثلان متحرِّكين: فالإدغام إمّا جائز، وإما واجب، وإما ممتنع. أما الأدغام الممتنع ي المواضع التالية:
أن يتصدّر المثْلان نحو «دَدَنٍ» (اللعب)، «تتر»، «دنن» (انحناء عند الظَهر».
أن يكونا في اسم على وزن «فُعَل»، مثل «دُررَ»، أو في اسم على وزن «فُعُل»، مثل «سُرُر»، «ذُلُل» أو على «فِعل»، مثل «لِمم» و«حِلَل» أو على «فَعَل»، مثل «طَلَل»، «خبَل».
أن يكون المثْلان على وزن أفعل في التعجب، مثل «أحبِبْ بالوطنِ».
أن يكون المِثلان في وزن ملحق بغيره، مثل: «جَلْبَبَ» أو «هَيْلَلَ» الملحقين بـ«دحرج».
أن يكون مما جاء شاذًا في فكِّ الإغام، مثل «دَبِبَ» (إذاا نبت الشعر)، و«ضَبَبت الأرض» (إذا كثر ضبابها)، و«قَطِطَ الشعر» (إذا كان قصيرًا جعدًا).
والإدغام جائز في المواضع التالية:
أن يكون الثاني ساكنًا بسكون عارض للجزم أو شبهه، مثل «لم يمُدَّ - يَمْدُدْ»، و«شُدِّ - اشدُدْ». ولكن فكَّ الإدغام أولى، مثلما جاء في سورة النور ﴿يَكَادُ زَيْتُهَا يُضِيءُ وَلَوْ لَمْ تَمْسَسْهُ نَارٌ ﴾ [النور:35] أو يونس ﴿وَاشْدُدْ عَلَى قُلُوبِهِمْۦۚ﴾ [يونس:88]
أن يكونا تاءين في أول الفعل الماضي، مثل «تتابع، إتّابع» و«تتبَّع، اتَّبَّع»، أو تاءين زائدتين في أول المضارع، مثل «تتذكّر، تذكَّر، تَتَمنَّوْن، تَمنَّوْن، تتوقَّد، تَوَقَّدُ»، ومنه: ﴿نَارًا تَلَظَّى﴾ [الليل:11] و﴿وَلَقَدْ كُنتُمْ تَمَنَّوْنَ الْمَوْتَ﴾ [البقرة:143]
أن يكون عينُ الكلمة ولامها ياءين، ثانيهما متحركة بحركة لازمه، مثل «عييَ - عَيَّ» و«حيي - حيَّ»، أما إذا كانت حركة الثانية عارضة للإعراب، امتنع الإدغام، مثل «لن يُحْيِيَ».
أن يكون المثلان في كلمتين، مثل «كتبَ بالقلم - كتبْ بالقلم» فالإدغام الجائز في هذه الحالة يكون بإسكان المثل الأول كما يكون باللفظ لا بالخطّ.
وأمّا الإدغام الواحب، ففي المواضع التي لا يمتنع ولا يجوز فيها الإدغام.

## حالاته
كما جاء في جامع الدروس العربية لمصطفى الغلاييني، للإدغام ثلاث أحوالٍ: الوجوبُ، والجوازُ، والامتناع.

### وجوب
فيجب الإدغامُ في مواضع:
الحرفين المتجانسين إذا كان في كلمة واحدة، سواءٌ أكانا متحرّكين، مثل «كمّرَّ» و«يمُرُّ» وأصلهما «مَرَر ويمرُرُ»، أم كان الحرف الأول ساكنًا والثاني متحركًا، مثل «مَدٍّ» و«عَضٍّ» وأصلهما «مَدْدٌ» و«عَضْضٌ».
إن كان الحرف الأول من المثلين ساكنًا، أدغمتَه في الثاني بلا تغيير. كـ«شَدٍّ» و«صَدٌّ» وأصلهما «شَدْد» و«صَدْدٌ». وإن كان متحرّّكًا طرحتَ حركتُه وأدغمتُه إن كان ما قبلهُ متحركًا أو مسبوقًا بحرفِ مدٍّ، مثل «رَدِّ» و«رادٍّ» وأصلهما رَدَد ورادِدٌ. أما إن كان قبله ساكنًا فتنقَلُ حركته إليه، مثل «يرُدُّ» وأصله «يَرْدُد».
يجب إدغام المِثلين المُتجاورين الساكن أولُهُما، إذا كانا في كلمتين، كما كانا في كلمة واحدة، مثل «سَكَتُّ، وسكتًّا، وعَنَّا، وعَلَيُّ، واكتُبْ بالقلم، وقلْ له، واستغر رَبِّك». غير أنه إن كان ثاني المثلين ضميرًا، وجب الإدغامُ لفظًا وخطًّا، وإن كان غير ضمير وجب الإدغامُ لفظًا لا خطًّا.
وشذَّ فكُّ الإدغام الواجب في ألفاظِ لا يُقاسُ عليها، مثل «أَلِلَ السقاءُ والأسنان»(إذا تغيَّرت رائحتُهما وفسَدتْ)، و«دببَ الإنسان» (إذا نَبت الشَّعرُ ي جبينه)، و«ضَبِبَتُ الأرض» (إذا كثُرَت ضِبابُها)، و«قَطِطَ الشَّعر» (إذا كان قصيرًا جَعدًا). ويقال: قَطَّ بالإدغام أيضًا، ولَحِحت العين (إذا لَصِقت أجفانُها بالرمضِ) ولَخختْ (إذا كثُرَ دمعُها وغلُظت أجفانُها)، ويقال : لحَّت ولَخَّت بالإدغام أيضًا، ومَشَشتِ الدابةُ (إذا ظهرَ في وظيفها المَششُ)، وعَزُزتِ الناقةُ (إذا ضاق مجرى لبنها).
وشذّ في الأسماءِ قولُهم «رجلٌ ضففُ الحال» أي ضيّقُها وشديدُها، ويقال «ضَفُّ الحالِ» بالإدغام أيضًا. و«طعامٌ قَضيضٌ» أي فيه حصى صغارٌ أو تراب، ويقال «قضٌّ» بالإدغام أيضًا وقَضِضٌ بالتحريكِ. وهذا يُمنَع فيه الإدغام، لأنه اسمٌ على وزنِ «فَعِل».

### جواز
يجوزُ الإدغامُ وتركهُ في أربعة مواضع:
- الأول) أن يكون الحرفُ لأول من المثلين متحركًا، والثاني ساكنًا بسكونٍ عارض للجزم أو شبههِ، مثل «لم يَمُدِّ ومُدَّ» بالإدغام، و«لم يَمدُد» بفكّهِ. والفكُّ أجودُ.

وإن أتّصل بالمُدغَم فيه ألفُ الاثنين أو واوُ الجماعة أو ياءُ المخاطبة أو نونُ التوكيد فوجب الإدغام، لَزَوالِ سكونِ ثاني المِثلَينِ. مثل «لم يَمُدَّا ومُدَّا، ولم يَمُدُّواومُدّوا، ولم تَمدِّي ومُدي، ولم يَمُدِّنْ ومُدَّنْ، ولم يَمدَّنَّ ومُدَّنَّ». أما إن اتصل به ضمير رفعٍ متحركٌ، فيمتنع الإدغامُ. 

وتكونُ حركةُ ثاني المثلين المُدغَمين في المضارع المجزوم والأمر، اللذين لم يتّصل بهما شيءٌ، تابعةٌ لحركة فائه، مثل «رُدُّ ولم يَرُدُّ، وعَضَّ ولم يَعضَّ، وفِرَّ ولم يَفرِّ». ويجوزُ أيضًا في مضموم الفاء، معَ الضمَّ، الفتحُ والكسرُ. كـ«رُدَّ ولم يرُدَّ» و«رَدَّ ولم يَرُدَّ». ويجوز في مفتوحها، مع الفتح الكسرُ «عَضِّ ولم يَعَضِّ». ويجوز في مكسورها مع الكسر، الفتحُ: «فَرَّ ولم يَفرَّ». 

فأن المضموم الفاء يجوز فيه الضم والفتح، ثم الكسر؛ والكسر ضعيف، والفتح يشبه الضم في قوته وكثرته. وأن المفتوح الفاء يجوز فيه الفتح، ثم الكسر؛ والفتح أولى وأكثر. وأن المكسور الفاء يجوز فيه الكسر والفتح، وهما كالمتساويين فيه. فيكون جزم المضارع حينئذٍ بسكون مقدر على آخره، منع مع ظهور حركة الإدغام ويكون بناء الأمر على سكون مقدر على آخره، منع من ظهوره حركة الإدغام أيضًا. أن همزة الوصل في الأمر من الثلاثي المجرد مثل «أمدد»، يستغنى عنها بعد الإدغام، فتحذف، مثل «مد». لأنها إنما أتي بها للتخلص من الابتداء بالساكن، وقد زال السبب، لأن أول الكلمة قد صار متحركًا.
- الثاني) أن يكونَ عينُ الكلمةِ ولامُها ياءَينِ لازمًا تحريك ثانِيتِهما، مثل «عَييَ وحَييَ» فتصبح «عَيَّ وحَيَّ» بالإدغام. فإن كانت حركةُ الثانيةِ عارضةً للإعراب، مثل «لَن يُحييَ، ورأيتُ مَحييًا» امتنع إدغامُه. وكذا إذا عرض سكون الثانية مثل «عييت وحييتُ».[13]
- الثالث) أن يكون في أول الفعل الماضي تاءان، مثل «تتابعُ وتَتَبَّعَ» فيجوز الإدغامُ، مع زيادة همزة وصل في أوله، دفعًا للابتداء بالساكن، مثل «إتّابَع واتّبَّع». فإن كان مضارعًا لم يَجز الإدغام، بل يجوز تخفيفه بحذف التاءين، فيقال في تتجلى وتتلظّى «تجَلى وتلظّى»، مثل ما جاء في سورة القدر ﴿تَنَزَّلُ الْمَلَائِكَةُ وَالرُّوحُ﴾ [القدر:4] أو ﴿نَارًا تَلَظَّى﴾ [الليل:11] أي تتنزِّلُ وتتلظّى. هذا شائعٌ كثيرٌ في الاستعمال.[13]
- الرابع) أن يتجاوَز مثْلانِ متحركان في كلمتين، مثل «جعل لي» و«كتبَ بالقلم» فيجوز الإدغام، بإسكان المِثلِ الأول، فيقال «جَعَلْ لي» و«كتبْ بالقلمِ». غير أنّ الإدغام هنا يجوز لفظًا لا خطًّا.[13]

### امتناع
يمتنعُ الإدغامُ في سبعة مواضع:
- الأول) أن يتصدِّر المِثلان، كـ«دَدنٍ» و«ددًا»، و«دَد» و«ددان» و«تَتَرٍ» و«دَنَنٍ».
- الثاني) أن يكونا في اسمٍ على وزنِ «فُعَلٍ» (بضم ففتحٍ): دُرَرٍ وجُدَدٍ وصُفَفٍ؛ أو «فُعُّلٍ» (بضمّتين): كسُّرُرٍ وذُلُّلٍ وجُدُدٍ؛ أو على «فعَلٍ» (بكسرٍ ففتحٍ): كلِمَمٍ وكِللٍ وحِللٍ؛ أو «فَعَلٍ» (بفتحتين): طَلَلٍ ولَبَبٍ وخَببٍ.
- الثالث) أن يكونَ المثلان في وزن مزيدٍ فيه للالحاق، سواءٌ أكان المزيدُ أحد المثلين: جلبَب، أو لا: هَيْلل.
- الرابع) أن يتَّصل بأول المثلين مُدغمٌ فيه: هَلَّلَ ومُهَلّلٍ، وشدَّد ومشد. وذلك لأن في الإدغام الثاني تكرار الإدغام، وذلك ممنوعٌ.
- الخامس) أن يكون المثلان على وزن «أفعل» في التعجُّب: اعزِز بالعلم! وأحببْ به! فلا يقال أعزّ به! واحبِّ به!
- السادسُ) أن يعرض سُكونُ أحد المثلين، لاتصاله بضمير رفعٍ مُتحرِّك: مدَدْتٍ ومَددنا ومددْتِ ومَددْتُم ومَددْتُنَّ.
- السابع) أن يكون ممّا شذَّتِ العربُ في فَكّه اختيارًا.[15]

## في علم اللغة التاريخي
لم تُبيِّن كتب اللُّغة لغات القبائل العربية في الإدغام، وإنّما اكتفت بشرح أحواله وتفصيلها، وإن كان بعضها يشير إشارات قليلة إلى مواضع منه تدغمها قبائل دول أخرى. بحسب مختار الغوث، يمكن أن يفهم من هذه الإشارات أن أهل الحجاز كانوا أصحاب الإظهار، وأن الإدغام لغيرهم. فقد ذكر سيبويه في الكتاب أنَّ إظهار المثلين المتحرِّكين هو «عربيٌّ جيِّد حجازيٌّ». وكذلك قال أبو حيان الأندلسي في تقريب المقرب «إن إدغام التاء في الدال في وتد لغة تميم، والإظهار لغة الحجازيين.م كما أشار سيبويه أن الحجازيين يُظهرون اللام السَّاكنة قبل الرِّاء في «هل رأيت». وبرأي مختار الغوث إن نسبة الإظهار إلى لغة قريش هي اللائقة بها، المُتّسقة مع خصائصها التي تتَّسم بالوضوح وتمييز الحروف، في حين تَميلُ القبائل الأخرى إلى مزجها وتقريب بعضها من بعض.

### في القرآن وعلم القراءات
الإدغام الجائز قليل في القرآن، وأكثر ما فيه منه من باب الإدغام الصغير، وهو خاصٌّ بالحروف المتقاربة المخارج. وأكثر ذلك فيه إدغام: ذال (إذ)، ودال (قَد)، وتاء التأنيث، ولام (هل وبل) فيما يقاربها. هذا إلى جانب حروف أخرى في كلمات بعينها قليلة في القرآن، كالباء في الفاء، والباء في الميم، والفاء في الباء، والراء في اللام، واللام في الذال، والدال في الثاء، والثاء في الذال، والذال في التاء، والثاء في التاء، والدال في الذال؛ مثل «يُعَذِّبُ مَنْ»، «وَإِن تَعْجَبْ فَعَجَبٌ»، «ارْكَب مَّعَنَا»، «نَخْسِفْ بِهِمُ»، «اصْطَبِرْ لِعِبادَتِهِ».
ليس كلُّ القرّاء يدغم هذه الحروف، بل ربَّما لا يدغم بعضهم منها إلّا قليلًا، وأقلهم إدغامًا هم أبو جعفر وابن كثير ويعقوب وعاصم ونافع. وأكثرهم إدغامًا بلا منازع أبو عمرو الذي اختصَّ بباب الإدغام الكبير في كتابه، يليه الكوفيون وابن عامر.
وألّف أبو سعيد السيرافي من أهل القرن الرابع الهجري بعد فراغه من شرح سيبويه كتابًا عن الإدغام، وجاء في مقدمته: «أذكر فيه ما أدغمونه وأكتفي بذكر بعضه عن ذكر جميعه فما كان موافقًا لمذهب سيبويه فقد مرّ الاحتجاج به...وما خالفه ذكرنا من الاحتجاج له ما نتحرّى فيه الحق. » فالحق بالكتاب بابين: أحدهما باب الإدغام عند الكوفيين، والثاني باب ادغام القراء.

## في تجويد القرآن
الإدغام أحد أحكام التجويد هو دمج النون الساكنة أو التنوين بحرف من حروف الإدغام بحيث يصيران حرفا واحدا مشددا، هو حرف الإدغام. وينقسم إلى:
- إدغام بغنة.
- إدغام بدون غنة.

### النون الساكنة

#### الإدغام بغنة
تدغم النون الساكنة مع الحرف الذي يليها مع الشد (في الحرف الذي يلي النون) والغنة مقدار حركتين ويكون مع الاحرف المجموعة في كلمة «يَنْمُو» وهذا النوع من الإدغام يسمى الإدغام الناقص لبقاء الغنة مثل ذلك: من يعمل، من ورائهم، لمن يشاء، من ملجا، فمن نكث.

#### الإدغام بدون غنة
تضم النون الساكنة إلى الحرف الذي يليها (لا تنطق النون تماما)مع شده دون الغنة ويكون مع حرفي الراء واللام ومثال ذلك من ربهم، ان لن.
- ل مثل: مِن لَّدُنَّا
- ر مثل: مِن رَّبِّهِمْ

### التنوين

#### بغنة
- ي مثل: وبرقٍ  يجعلون
- ن مثل: يَوْمَئِذٍ نَّاعِمَةٌ
- م مثل: عذابٌ مقيم
- ومثل: يومئذٍ واهية

#### بدون غنة
- ل مثل: فَسَلَامٌ لَّكَ.
- ر مثل: غَفُورٌ رَّحِيمٌ.
- إذا وقع حرف الإدغام بعد النون الساكنة في كلمة واحدة، فلا يصح الإدغام، بل يجب إظهار النون الساكنة وقد وقع ذلك في القرآن بأربع كلمات هي:(دنيا، قنوان، بنيان، صنوان).
- في موضعين من القرآن الكريم تظهر النون الساكنة عند الواو ولا تدغم بها وهما:(يس والقرآن الحكيم) تقرأ: ياسين والقرآن الحكيم، (ن والقلم) تقرأ: نون والقلم.

في قوله تعالى «طسم» تدغم النون الواقعة في نهاية السين بالميم فتقرأ «طا سيميم» وليست «طا سين ميم».

### فهرس المراجع
1. ↑  الأسمر، راجي (1997). المعجم المفصل في علم الصرف. إميل يعقوب. بيروت، لبنان: دار الكتب العلمية.
2. ↑  قابل نصر، عطية (1992). غاية المريد في علم التجويد (ط. السابعة). مصر: دار التقوى للنشر والتوزيع. ISBN:9770033650.
3. 1 2 3 4 5 6  إميل يعقوب (2006)، ص.312
4. 1 2  محمد سمير نجيب اللبدي (1985)، ص.81
5. ↑  فخري محمد صالح (1986)، ص.70
6. ↑  أحمد عفيفي (1996)، ص.111
7. ↑  أحمد عفيفي (1996)، ص.112
8. 1 2  مختار الغوث (1997)، ص.74
9. ↑  إميل يعقوب (2006)، ص.313
10. 1 2  مصطفى الغلاييني (1997)، ص.98
11. 1 2  مصطفى الغلاييني (1997)، ص.99
12. 1 2  مصطفى الغلاييني (1997)، ص.100
13. 1 2 3  مصطفى الغلاييني (1997)، ص.101
14. ↑  مصطفى الغلاييني (1997)، ص.102
15. ↑  مصطفى الغلاييني (1997)، ص.103
16. 1 2 3  مختار الغوث (1997)، ص.75
17. ↑  مكي نصر، محمد (1930). نهاية القول المفيد في علم التجويد. مصر: مصطفى البابي الحلبي وأولاده بمصر. ص. 219–220.

### معلومات المراجع
- محمد سمير نجيب اللبدي (1985). معجم المصطلاحات النحوية والصرفية (ط. الأولى). بيروت، لبنان: مؤسسة الرسالة - دار الفرقان.
- فخري محمد صالح (1986). اللغة العربية، أداءً ونطقًا وإملاءً وكتابًة (ط. الأولى). المنصورة، مصر: الوفاء للطباعة والنشر.
- مصطفى الغلاييني (1994). جامع الدروس العربية (ط. الأولى). صيدا - بيروت، لبنان: منشورات المكتبة العصرية. ج. الجزء الثاني.
- أحمد عفيفي (1996). ظاهرة التخفيف في النحو العربي (ط. الأولى). القاهرة، مصر: الدار المصرية اللبنانية.
- مختار الغوث (1997). لغة قريش (ط. الأولى). الرياض، السعودية: دار المعراج الدولية للنشر.
- إميل بديع يعقوب (2006). موسوعة علوم اللغة العربية (ط. الأولى). بيروت، لبنان: دار الكتب العلمية. ج. الجزء الأول.